# Strand Magazine
The Strand Magazine — британський літературний щомісячний  журнал. Заснований Джорджем Ньюезом. Перший номер журналу вийшов у січні 1891, видавався до березня 1950, всього було видано 711 номерів.

## Популярність
Найбільшої популярність прийшла з публікацією в журналі оповідань про Шерлока Холмса, особливого успіку було досягнуто після виходу оповідання «Собака Баскервілів». Серед інших відомих авторів, що друкувалися в «Strand Magazine»: Агата Крісті, Редьярд Кіплінг, Герберт Веллс, Жорж Сіменон, Пелем Вудгаус, Вінстон Черчілль.

## Обкладинка
Найвідоміша обкладинка, на якій зображену східну лондонську вулицю, була розроблена художником та дизайнером Жоржем Шарлем Ете (фр. George Charles Haité). На ілюстрації, на рекламному стенді, вказано першу адресу видавництва. Після переїзду видавництва до Саутгемптону, адресу на малюнку було виправлено на нову.

## Останні дні
Після зміни формату Strand Magazine перестав існувати у березні 1950 через нестабільну ситуацію на ринку.